# Cardalitos (Contralmirante Villar)
Cardalitos es una localidad peruana ubicada en el distrito de Casitas, perteneciente a la provincia de Contralmirante Villar del departamento de Tumbes, al norte del Perú. 

## Ubicación
Cardalitos se ubica al este de la provincia de Contralmirante Villar, en el distrito de Casitas, en el departamento de Tumbes.

## Demografía
En 2017 Cardalitos tenía una población de 1 habitante.
| Gráfica de evolución demográfica de Cardalitos entre 1993 y 2017 |
|                                                                  |
| Fuentes: Población 1993 y 2017                                   |